# مايكون كاناريو
مايكون كاناريو هو لاعب كرة قدم برازيلي في مركز الهجوم، ولد في 28 يوليو 1994 في Porecatu ‏ في البرازيل. لعب مع نادي بارانا.